# Snoopy (Game & Watch)
 (mars 2010).
Si vous disposez d'ouvrages ou d'articles de référence ou si vous connaissez des sites web de qualité traitant du thème abordé ici, merci de compléter l'article en donnant les références utiles à sa vérifiabilité et en les liant à la section « Notes et références ».
Snoopy est un jeu vidéo de plates-formes Game & Watch. Il est sorti en version Tabletop le 5 juin 1983, puis en version Panorama Screen le 30 août de la même année.

## Système de jeu
Le but du jeu est d'intercepter toutes les fausses notes jouées par le piano de Schroeder avant qu'elles n'atteignent le nid de Woodstock. On aperçoit Charlie Brown seulement lorsque l'on entend retentir l'alarme si on l'a programmée. Il y a également des saynètes animées, comme celle de Lucy qui donne un coup de pied dans le piano de Schroeder tous les 100 points pour pouvoir dormir en toute tranquillité au pied d'un arbre coupé.
Pour représenter les Miss (quand on fait une erreur), on voit la pose du chien les quatre pattes en l'air, comme dans les bandes dessinées.

## Historique
À sa sortie, Snoopy coûtait 7500 yens (soit 54,45 €) [réf. nécessaire]. Une version en édition Panorama Screen fut rééditée plus tard à cause de l'échec des Tabletop [réf. nécessaire]. Cette version eut plus de succès grâce à sa taille compacte, plus petite et surtout moins chère (6000 yens soit 43,08 €).